# 阿吉亞爾達貝拉

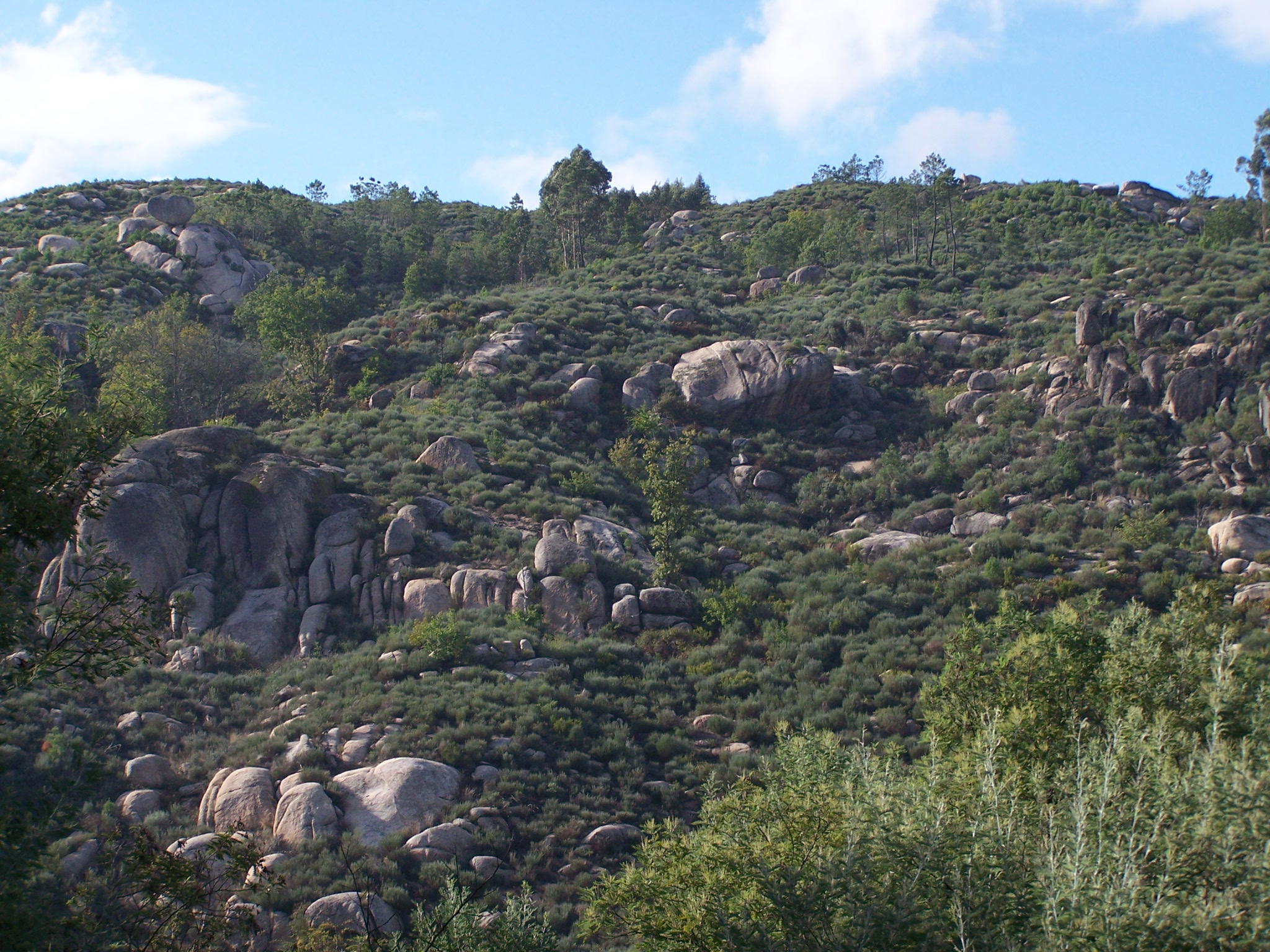

40°49′3″N 7°32′36″W / 40.81750°N 7.54333°W
阿吉亞爾達貝拉（葡萄牙語：Aguiar da Beira），是葡萄牙的城鎮，位於該國中北部，由瓜達區負責管轄，始建於1120年，面積206.77平方公里，2011年人口5,473，人口密度每平方公里26.47人。